# Son Ngoc Thanh
Son Ngoc Thanh (1908-1977) est un leader nationaliste et homme d'État cambodgien.
Il fut une première fois investi de ses fonctions de Premier ministre en 1945, profitant de l'éviction du pouvoir colonial par l'armée japonaise. Cela lui valut un exil en France à la fin de la guerre.
De retour au Cambodge à la fin de 1951, il prendra rapidement le maquis pour lutter contre l'administration du protectorat puis contre la monarchie.
Il ne revient à Phnom Penh qu'en 1970, après la chute du prince Sihanouk et retrouvera même son poste de Premier ministre en 1972. Désavoué peu après, il démissionnera et se retira au Sud Viêt Nam où il sera arrêté en 1975 par le nouveau pouvoir communiste avant de mourir en captivité.

## Biographie

### L’enfance et les premiers pas dans le nationalisme
Il est né le 7 décembre 1908 au sein d’une famille de riches propriétaires terriens de la province de Trà Vinh, au Sud-Vietnam, dans ce qui était alors la Cochinchine française. Sa mère, Son Thi Tup, était d’origine sino-khmère, alors que son père, Son Neve, était issu de la minorité khmère de la région, aussi appelée khmère Krom.
Après des études à Saïgon, Montpellier et Paris où il étudia le droit un an, il retourne en Indochine. Il trouve un travail de magistrat à Pouthisat, puis de procureur à Phnom Penh.
Il est alors remarqué par Suzanne Karpelès, administratrice française responsable de l’Institut bouddhique de Phnom Penh qui en fait un directeur adjoint. Cette institution avait été mise en place par les Français en 1930 pour contrer l’influence grandissante du Siam dans la formation du haut clergé et accueilli plusieurs des premiers nationalistes cambodgiens.
En 1936, avec Sim Var et Pach Chhoeun, deux autres nationalistes de la première heure, il créait Nagara vatta, le premier journal en langue khmère. La couleur politique du périodique incitait les Cambodgiens à casser le monopole commercial détenu de fait par les communautés étrangères en créant leurs propres négoces.
Bien que Son Ngoc Thanh ait plus tard affirmé que cette revue cherchait à « propager les idéaux d’indépendance », ses premiers numéros n’avaient rien de militant. Les éditoriaux poussaient plutôt les Cambodgiens à rivaliser avec les minorités chinoises et vietnamiennes dans le commerce et le journal reportait aussi les activités de l’élite du pays qui constituait son lectorat. L’influence de Nagarvatta est difficile à estimer, mais son tirage hebdomadaire à 5 000 exemplaires laisse penser qu’il était largement répandu. Cinquante ans plus tard, d’anciens lecteurs se rappellent avoir pris du plaisir à le parcourir. Il n’était pas particulièrement anti-français, mais après la débâcle de 1940 en Europe et les prétentions thaïlandaises sur le Cambodge en 1941, plusieurs de ses éditoriaux sont censurés.

### L’occupation japonaise et l’exil
À la fin mai 1941, Thanh et ses collègues se sentirent encouragés à remettre en cause la situation qui prévalait dans le pays quand les troupes japonaises arrivèrent au Cambodge avec la permission des autorités coloniales. Mais les attaques du journal contre les Français restaient rares et discrètes. L’hebdomadaire a continué de paraitre régulièrement jusqu’à ce que le 20 juillet 1942 Pach Chhoeun conduisit, une manifestation qui comprenait cinq cents moines et autant de civils. Cet évènement, appelé aussi « révolte des ombrelles », en référence à ce que portaient les moines, est souvent considéré comme la première manifestation anticolonialiste importante du Cambodge.
Mais la manœuvre était prématurée car les forces nippones avaient à ce moment trop intérêt à laisser l’administration coloniale gérer les affaires « courantes » dans le protectorat. Chhoeun et ses collègues furent arrêtés et emprisonnés. Thanh réussit à se cacher et à s’échapper vers Battambang où il fut recherché avant de demander asile au Japon. Il passa les deux dernières années de la guerre à Tokyo, où, il reçut une formation politique à l'École de la Grande Asie Orientale, établissement chargé de former les futurs collaborateurs étrangers.
Le 9 mars 1945, les troupes nippones en Indochine, craignant d’être prises à revers par l’armée coloniale, organisèrent un coup de force et emprisonnèrent tous les fonctionnaires, militaires et civils français qu’ils trouvèrent. Le roi Norodom Sihanouk, pressé par les Japonais, proclama l’indépendance du Cambodge le 18 mars 1945. Son Ngoc Thanh put alors revenir en mai et occuper la fonction de ministre cambodgien des affaires étrangères. Certains prétendent qu’il devait également contrôler le monarque que les autorités nippones soupçonnaient de sympathie pour les Français. Dans la nuit du 8 au 9 août, juste avant que les Japonais ne se rendent, Thanh s'autoproclama Premier ministre. Dans les deux mois qui suivirent, il se battit pour préserver l’indépendance du royaume. Mais en septembre, les Français revinrent et reprirent progressivement le contrôle du pays. En octobre, ils arrêtèrent le Premier ministre qu’ils accusèrent de trahison. Il fut jugé en 1946 à Saigon et exilé en France. Il fut placé en résidence surveillée à Poitiers où il passa avec succès un diplôme de droit.

### Le retour au Cambodge
Pendant plusieurs années, influencé par son père et des proches de celui-ci, Norodom Sihanouk demandait au pouvoir colonial de réduire la peine de Son Ngoc Thanh et de lui permettre de revenir au Cambodge. Le roi espérait que ce retour pourrait diviser le Parti démocrate qui disposait alors de la majorité absolue à l’Assemblée et contrariait ses ambitions naissantes. D’après un proche de Thanh, Sihanouk lui était aussi reconnaissant d’avoir en 1945 intercédé en sa faveur auprès des autorités japonaises qui voulaient le remplacer par un membre de la famille royale moins francophile. Les Français, de leur côté n’étaient pas opposés à un retour de Thanh qu’à tort ils ne considéraient plus comme dangereux.
L’avion de Son Ngoc Thanh arrivait à Phnom Penh l’après-midi du 29 octobre 1951 et fut accueilli par des dirigeants du Parti démocrate. Le trajet de 7 kilomètres qui sépare l’aéroport du centre-ville prît une heure dans une voiture décapotable au milieu d’une foule enthousiaste estimée à 100 000 personnes. Le démocrate Huy Kanthoul, qui avait été nommé peu avant à la tête du gouvernement proposait à Son Ngoc Thanh le poste de ministre des affaires étrangères, mais celui-ci refusait. En décembre de la même année, Thanh justifiait sa décision devant un diplomate américain par le fait qu’absent du Cambodge depuis plusieurs années, il voulait poursuivre ses entretiens avec tous les acteurs de la vie politique avant d’éventuellement s’engager dans un poste à responsabilité. Le diplomate le décrivit comme un leader politique énergique et volubile, mais idéaliste.
Au début de 1952, Pach Chhoeun, devenu ministre de l’Information organise des meetings en province pour le compte du Parti démocrate. En ces occasions, son ami Son Ngoc Thanh le suivait en tant que « simple citoyen ». La présence de ce dernier dans ces rassemblements enchantait les milieux nationalistes et religieux. Les Français, pour leur part, s’inquiétaient de la popularité de Thanh dont ils se rendaient compte qu’ils l’avaient sous-estimée et envoyaient des agents pour surveiller ces rassemblements. Ils tentaient de prouver que Son Ngoc Thanh et le Parti démocrate travaillaient de concert. Lorsque le premier nommé lançait un journal polémique en janvier 1952 nommé Khmer Krauk (littéralement Khmers debout), les autorités du protectorat estimaient que les appels à l’indépendance immédiate qui y figuraient reflétaient en fait le programme des démocrates. Au même moment, Thanh touchait quelque 300 000 piastres, soit l’équivalent de 40 000 dollars américains de l’époque, en rattrapage de salaires qu’il aurait dû percevoir en tant que fonctionnaire entre son arrestation en octobre 1945 et son retour.

### Le maquis
Le 9 mars 1952, 7 ans jour pour jour après la prise de contrôle japonaise de l’Indochine française, Son Ngoc Thanh, Ea Sichau, un responsable des douanes, et quelques-uns de leurs partisans, quittent Phnom Penh dans leurs voitures de fonction, officiellement pour aller inspecter les installations douanières de la frontière thaïlandaise. À la nuit tombée, le convoi n’était toujours pas arrivé à destination. Dans les jours qui suivent, la police, les missions diplomatiques et la presse pensent qu’ils ont été enlevés par la guérilla issarak. Plus tard, un témoin oculaire rapportera que les voitures s’étaient en fait arrêtées de leur plein gré dans le district de Kralanh, au nord de la province de Siem Reap, où les attendaient des hommes armés et à cheval commandés par un certain Kao Tak, un responsable Khmers issarak notoire, qui les conduisaient dans la forêt. À aucun moment, ils ne donnaient l’impression d’être emmenés sous la contrainte.
Le choix de Siem Reap, une zone autonome où ne stationnait pas de troupe française semble accréditer la thèse que Thanh voulait éviter de se frotter aux armées coloniales. Il devait de surcroit espérer une aide de la Thaïlande qui soutenait déjà les Khmers issarak de la région. Il semblait enfin attendre de son geste, qu’il stimule le sentiment anti colonial des Cambodgiens qui viendraient le rejoindre en nombre. Malheureusement pour lui, seules trois centaines de personnes, pour la plupart des étudiants, rallieront son mouvement.
Deux semaines après sa défection, des agents de Thanh prennent contact avec les autorités de la province thaïlandaise de Surin  pour se faire approvisionner en nourriture et en médicaments. Parmi ses nouveaux alliés, certains comme Kao Tak étaient pro-thaï et résolument antivietnamien alors que d’autres militaient pour une coopération limitée ou totale avec le Việt Minh. Son Ngoc Thanh, de son côté, voulait prendre ses distances avec ces derniers et se rapprocher des dirigeants non communistes comme Norodom Chantarainsey, Puth Chhay ou Savang Vong. De nouvelles recrues ne tardèrent pas à rallier le mouvement, envoyés par la Prince Chantarainsey et Saloth Chhay, le frère aîné du futur Pol Pot, qui avaient des contacts avec la guérilla de Kampong Thom ou d’autres venus spontanément, tels cette douzaine de lycéens de Phnom Penh ou cette centaines de personnes enrôlées à la frontière thaïe, dont un certain Sim Kim, un neveu de Kao Tak, qui allait devenir un des principaux adjoint de Thanh. Celui-ci, dans une interview accordée en 1981, affirmait que dès 1952, le Việt Minh dépêchait des émissaires pour proposer d’envoyer des troupes combattre au Viêt Nam alors qu’en échange des vietnamiens viendraient soutenir la guérilla près de Siem Reap. Son Ngoc Thanh refusait l’offre, craignant une mainmise des rebelles de Hanoï sur son mouvement. Après l’échec de sa tentative d’unifier la résistance derrière son nom, Thanh passa le reste des années 1950 à inonder les dirigeants mondiaux de messages où il prétendait disposer d’un important soutien au Cambodge, information en fait erronée.
À la fin de 1953, Norodom Sihanouk arrache aux autorités coloniales l’indépendance du Cambodge, qui deviendra effective le 9 novembre. Malgré ce succès de Sihanouk, la jeunesse et les cercles intellectuels de Phnom Penh maintenaient toujours leur confiance à Son Ngoc Thanh et au parti démocrate. D’après Joseph Montllor, le chargé d'affaires américain à Phnom Penh, Thanh continuait à attirer les foules non qu’ils adhéraient à son républicanisme ou à ses opinions politiques, mais ils admiraient son acharnement à défendre envers et contre tout ses idées, alors que le gouvernement royal se caractérisait par sa faiblesse et ses continuels changements de politique.
À partir de 1954, son influence décline dans les formations politiquement à gauche et il entre en contact avec la CIA qui financera la plupart de ses futures activités.
La première guerre d’Indochine s’achève le 21 juillet 1954 par la signature des accords de Genève. En septembre, Son Ngoc Thanh tente de rejoindre le gouvernement, mais Sihanouk refuse de le recevoir ; il ne le verra plus jamais. Peu après, Thanh se retire à la frontière khméro-thaïlandaise où il se met sous la protection des autorités de Bangkok. Avec la formation le 8 septembre 1954 de l’Organisation du traité de l'Asie du Sud-Est (OTASE) à l’initiative des États-Unis et à laquelle Sihanouk refusera d’adhérer, Thanh devient une pièce importante des politiques américaines, thaïlandaise et sud-vietnamienne.
À partir de février 1955, quelque 2 000 Khmers Serei (Khmers libres), partisans de Thanh, sont installés près de la frontière, dans un camp paramilitaire soutenu par la Thaïlande. Le camp fut même visité par un officiel américain de Bangkok qui a été sanctionné par son ambassadeur pour en avoir révélé l’existence. On peut aujourd’hui penser que le consentement américain accordé aux soutiens sud-vietnamien et thaïlandais à Son Ngoc Thanh ait accéléré la défiance de Sihanouk envers les États-Unis et contribué à le rapprocher de la République populaire de Chine.
Paradoxalement, Thanh justifiera quant à lui sa lutte contre Norodom Sihanouk en accusant le monarque de vouloir « communiser » le Cambodge au profit des Nord-vietnamiens.
En 1969, alors que la droite cambodgienne gagnait en influence dans le royaume khmer, des émissaires furent envoyés à Son Ngoc Thanh pour savoir s’il était prêt à aider le gouvernement cambodgien dans le cas d’une « attaque communiste sur Phnom Penh ». Le vieux leader nationaliste vivait alors depuis des années au Sud-Vietnam où il bénéficiait de l’aide des dirigeants et utilisait sa popularité auprès de la communauté khmère Krom pour recruter des bataillons de volontaires qui se mettaient au service du gouvernement de Saïgon et de la CIA. Après avoir consulté ses « amis américains », il acceptait d’offrir son secours. Plusieurs centaines de combattants Khmers Serei avaient déjà déserté dans les derniers mois pour rejoindre Sihanouk qui les accueillit à bras ouverts dans l’armée. Ces fantassins, bien équipés et entraînés permettaient de mettre la pression sur les troupes vietnamiennes stationnées au Cambodge. Le monarque n’y voyait pas de risque, pensant que l’antagonisme entre Son Ngoc Thanh et Lon Nol le prémunissait contre une alliance à son encontre.

### Le second retour et les dernières années
Le 20 juillet 1970, à la suite de l'éviction du prince Norodom Sihanouk, il revient à Phnom Penh où Lon Nol en fait son conseiller et où il met ses maquisards au service du nouveau gouvernement de la république khmère.
Le 20 mars 1972 il retrouve le poste de Premier ministre qu’il avait dû abandonner 27 ans plus tôt.
À l'automne, après des élections qui voient les partisans du président Lon Nol rafler la totalité des sièges à l'assemblée, il y a un nombre croissant d'attaques terroristes dans la capitale, dont l'une dirigée contre Son Ngoc Thanh. Celui-ci — dont le dernier acte politique a été d'interdire les journaux de l’opposition — est ensuite poussé à la démission. Il n’avait pas eu le temps d’imprimer sa patte sur la politique cambodgienne lors des sept mois de son mandat et il est remplacé, le 14 octobre 1972, par Hang Thun Hak, qui outre le fait qu’il représentait une gauche modérée, était aussi connu pour avoir soutenu son prédécesseur depuis les années 1950.
Il se retire au Sud-Viêtnam où il est arrêté en 1975 lors de la prise du pouvoir par les communistes et meurt en prison le 8 août 1977.